# 가이 버지스

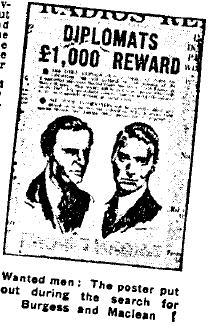

가이 버지스(Guy Burgess, 1911년 4월 16일 ~ 1963년 8월 30일)는 킴 필비, 앤서니 블런트, 도널드 맥클린, 존 케른크로스와 함께 케임브리지 5인방이라고 불리는 소련 간첩 중 한 명이다.